# Veaunes
Veaunes korábbi község (település) Franciaországban, Drôme megyében. 2016. január 1-jén Mercurol községgel egyesült és Mercurol-Veaunes új község része lett.
Lakosainak száma 352 fő (2018. január 1.). Veaunes Chanos-Curson, Chavannes és Clérieux községekkel határos.

## Népesség
A település népessége az elmúlt években az alábbi módon változott:
| Lakosok száma | 175  | 149  | 134  | 193  | 220  | 271  | 289  | 293  | 345  | 352  |
|               | 1962 | 1968 | 1982 | 1990 | 1999 | 2008 | 2011 | 2013 | 2017 | 2018 |